# Andreas Mehringer
Andreas Mehringer (* 10. März 1911 in Bernloh, einem Ortsteil von Warngau; † 21. Dezember 2004 in München) war ein deutscher Sozial-/Heilpädagoge. Er gilt als Reformer der deutschen Heimerziehung nach 1945.

## Biografie und Wirken
Er war das jüngste von vier Geschwistern. Im Alter von sieben Jahren verlor er seine 34-jährige Mutter. Zwei Jahre später bekam er eine Stiefmutter, zu der er jedoch eigenen Angaben zufolge keinen Zugang fand und unter deren Ablehnung er litt.
Mit sechs Jahren wurde er in die ungeteilte Dorfschule (sieben Klassen in einem Raum) eingeschult. Nach vier Schuljahren kam Mehringer auf Anraten des Pfarrers und seines Lehrers in das von Benediktinern geleitete Knabenseminar Scheyern bei Pfaffenhofen an der Ilm. 1927 wechselte er auf das Knabenseminar in Freising. Die beiden letzten Gymnasialjahre absolvierte er in Rosenheim. Nach dem Abitur belegte er von 1929 bis 1930 ein Seminarjahr an der Lehrerbildungsanstalt in Pasing, das seinerzeit noch eine eigenständige Stadt war. Parallel zum Studium arbeitete er als Aushilfslehrer an verschiedenen Münchner Vorstadtschulen.
Von 1931 bis 1936 studierte er in München Pädagogik, damals noch verbunden mit Psychologie. Als Nebenfächer wählte er Philosophie und Literaturgeschichte. Der Student hörte als einer der letzten Schüler bei Aloys Fischer. Neben dem Studium arbeitete Mehringer als Präfekt in einem Kinderheim, das von Nonnen geführt wurde. Er hatte am frühen Morgen, abends und an den Wochenenden bei den Lehrlingen Dienst. Hier lernte er als Präfekt die ganze Härte des damaligen Anstaltssystems kennen. Diese Erfahrung soll in ihm den Wunsch geweckt haben, nicht Lehrer zu bleiben, sondern selbst einmal ein Heim zu leiten. Sein Studium schloss er mit einer Arbeit über die sozialpädagogischen Ansätze im Werk von Johann Heinrich Pestalozzi ab. Der Titel seiner 1936 abgeschlossenen und ein Jahr später veröffentlichten Dissertation lautete: Pestalozzi als Fürsorgepädagoge. Ein Beitrag zur Geschichte der Fürsorgeerziehung. Den Schweizer Pädagogen bezeichnete er als jemanden, dem ein Ehrenplatz in der pädagogischen Ahnengalerie des Nationalsozialismus gebührt. Im vermeintlichen Sinne von Pestalozzi setzte er sich dafür ein, die gesunde und wertvolle Jugend nicht zu vernachlässigen.
Daran anschließend arbeitete Andreas Mehringer zunächst als Lehrer in einer oberbayerischen Kleinstadt, danach als Kreissachbearbeiter der Nationalsozialistischen Volkswohlfahrt – NSV, dann in einem Jugendheim und schließlich als Psychologe in der Eignungsprüfungsstelle der Luftwaffe. In der Zeit des Nationalsozialismus publizierte er außerdem einige aus heutiger Sicht kompromittierende Aufsätze, in denen er in Übereinstimmung mit der nationalsozialistischen Jugendfürsorgepolitik unter anderem als Eugenik-Befürworter in Erscheinung trat. Dieses Vorgehen stellt er damals als alternativlos dar. Denn sonst würde sich – wie er bereits vor seiner Tätigkeit für die NSV in seiner Dissertation ausgeführt hatte:
die Fürsorge im Ganzen, insbesondere die Jugendfürsorge als ein zweckloses Unternehmen darstellen, das nur dazu dient, um den Abschaum der Menschheit, der aus Gründen der Auslese absterben müßte, künstlich und noch dazu mit Mitteln, die dem gesunden Nachwuchs vorenthalten werden, am Leben zu erhalten.
Nach 1945 übernahm er die Leitung, die ihm Elisabeth Bamberger anbot, des zerstörten Münchner Waisenhauses (das er bis 1969 leitete). Dort führte er das Familienprinzip ein, das schnell zum Vorbild anderer Heime avancierte und damit vereinzelt die damals vielerorts noch übliche Anstaltserziehung ablöste. Dabei war die familienanaloge Heimgruppe keine Erfindung des neuen Heimleiters. Schon Johann Heinrich Pestalozzi, Johann Hinrich Wichern und Eva von Tiele-Winckler versuchten aus der Anstaltserziehung eine an der Familie orientierte Heimerziehung zu bilden (Röper 1976, S. 240). Mehringer selbst behauptete:
Wir sind das erste Heim in Deutschland, das nach dem Familienprinzip arbeitet. Versuche gibt es jetzt auch in Köln, Pforzheim und im Schwarzwald
Dabei ließ er unerwähnt, dass bereits 1950 das Marie-Mattfeld-Kinderheim in Oberammergau das Familienprinzip in einer Gruppe erfolgreich erprobte.
1949 übernahm er noch die Redaktion der Fachzeitschrift Unsere Jugend (die er fast 40 Jahre innehatte) und gründete im gleichen Jahr den Verein Freunde ehemaliger Waisenkinder e.V.
Besondere Aufmerksamkeit widmete er der Verbesserung der Säuglings- und Kleinkinderheime, für deren Auflösung er letztlich plädierte und sich demzufolge auch für die qualitative Verbesserung der Adoptions- und Pflegestellen einsetzte.
Zudem lehrte er einige Jahre, angeregt von Philipp Lersch, an der Münchner Universität u. a. über Heimerziehung für familienlose Kinder, Aktuelle Probleme der Jugendhilfe, Pädagogik der frühen Kindheit, Sozialpädagogik in der Schule.
Andreas Mehringer war rege publizistisch tätig. Dabei versuchte er als Waisenhausvater Einfluss auf die Entwicklung der Sozial-/Heimpädagogik bzw. Jugendhilfe zu nehmen. Große Bedeutung erreichte sein kleines Taschenbuch Eine kleine Heilpädagogik, welches zu den Klassikern der Heilpädagogik zählt. Seine (heil-)pädagogischen Kernaussagen sind knapp formuliert. Er stellte fest, dass die mittlerweile nicht mehr gebräuchliche Diagnose 'Verwahrlost' nicht heißt, das Kind ist verwahrlost sondern es wurde verwahrlost. Allgemein sollte der Pädagogik der Grundsatz gelten, zuerst Vertrauen geben, um damit Vertrauen zu erzeugen.
Tagungen und Konferenzen im In- (Deutschen Jugendhilfetag) und Ausland (Weltkongress für Jugendhilfe) boten ihm immer wieder die Möglichkeit auf pädagogische und sozialpädagogische Anliegen, Probleme und Missstände auf dem Gebiet der öffentlichen Jugendfürsorge hinzuweisen. Dabei hatte er sich besonders bei Zusammenkünften des Allgemeinen Fürsorgeerziehungstages sowie der Internationalen Gesellschaft für Heimerziehung anhand von Referaten und durch Mitarbeit in Arbeitsgruppen engagiert. Zudem gehörte er in den 1960er Jahren dem Vorstand des Vereins Kinder- und Mutterschutz e. V. an. Dabei galt sein Interesse insbesondere dem Amalie-Nacken-Kinderheim in Dachau, das nach dem Familienprinzip ausgerichtet war.
Andreas Mehringer war zweimal verheiratet. Aus der ersten Ehe gingen drei Kinder hervor.

## Kritik
Die Kritik an Leben und Werk Andreas Mehringers (siehe Weblinks) entzündet sich vor allem an seiner unklaren Position gegenüber zentralen Aspekten der nationalsozialistischen Jugendfürsorge. An ihrer Umsetzung hat er sowohl als Mitarbeiter der NSV, als auch als Autor aktiv mitgewirkt, wie die zuvor angeführten Zitate belegen können. Sein wiederholtes Auftreten als Eugenik-Befürworter verdient dabei besondere Erwähnung, weil sich augenscheinlich auch 1985 noch entsprechende Hinweise in seinem schriftlichen Werk finden lassen. Da diese Haltung zu Beginn des 20. Jahrhunderts jedoch teilweise auch in Kirchenkreisen und innerhalb der sozialistisch geprägten Arbeiterbewegung auf Zustimmung stieß, ist Mehringer deshalb nicht zwangsläufig als nationalsozialistischer Pädagoge zu charakterisieren. Allerdings leistete er damit der Umsetzung der rassistischen Ideologie der Nationalsozialisten Vorschub und kann insofern auch für das in diesen Zusammenhängen begangene Unrecht mitverantwortlich gemacht werden. Mehringer hat sich zu den kritischen Rückfragen, mit denen er seit Ende der 1980er Jahre wiederholt konfrontiert wurde, nie näher geäußert. Auch die Frage, wie er – ohne ein Wort über seine NSV-Zeit zu verlieren – 1978 den Janusz-Korczak-Preis annehmen konnte (der dem Andenken eines prominenten Holocaustopfers gewidmet ist), ist bis heute unbeantwortet geblieben. Im Zusammenhang mit seinem Engagement in der NSV ist darüber hinaus auch seine Originalität als Reformer der deutschen Heimerziehung nach 1945 in Zweifel gezogen worden. Kuhlmann und Schrapper sehen in seinem Ansatz familienorientierter Heimerziehung, den er als Heimleiter im Münchner Waisenhaus verwirklichte, lediglich eine Umsetzung des NSV-Jugendheimstättenkonzepts, unter Aussparung der ursprünglich darin enthaltenen rassistischen Komponenten. Dieser Ansicht steht der tiefere Blick in die Geschichte der Anstaltspädagogik entgegen, denn wie oben schon aufgezeigt wurde, haben weit vor 1933 bedeutende Persönlichkeiten der Pädagogik versucht, das Familienprinzip umzusetzen. An diesen könnte sich Mehringer nach 1945 auch  orientiert haben(!).
In jüngster Zeit gibt es Vorwürfe ehemaliger Waisenhauskinder, die Mehringer schwerer körperlicher Züchtigung beschuldigen. Rädlinger schreibt sogar u. a.: „Erzieher N. wird dazu beschuldigt, sich an Jugendlichen und wohl auch Kindern vergriffen zu haben (,Kinderficker‘) [...] Mehringer wird dies von zwei Personen auf nicht ganz eindeutige Weise ebenfalls angelastet“.

## Ehrungen
Ungeachtet der damals noch nicht bekannten Kritikpunkte wurde Andreas Mehringer 1972 zum Ehrenmitglied der Internationalen Gesellschaft für Heimerziehung – IGfH ernannt. 1978 erhielt er für sein pädagogisches Lebenswerk den Janusz-Korczak-Preis verliehen.

## Schriften (Auswahl)
- Pestalozzi als Fürsorgepädagoge. Ein Beitrag zur Geschichte der Fürsorge-Erziehung. München 1936. Dissertation, unveröffentlichte Fassung
- Pestalozzi als Fürsorgepädagoge. Ein Beitrag zur Geschichte der Fürsorge-Erziehung. München 1937. Dissertation, veröffentlichte Fassung (wg. abweichender Seitenzahlen zur unveröffentlichten Fassung angegeben)
- Abartige Kindheit und Jugend. In: Deutsche Jugendhilfe. 30. Jahr, Heft 8 (November 1938), Ausgabe A, S. 277–287.
- Gewinnung und Anleitung von Mitarbeitern in der NSV-Jugendhilfe. In: Deutsche Jugendhilfe. 31. Jahr, Heft 4/5 (Juli/August 1939), Ausgabe A, S. 129–144.
- Wer soll die Kinder im Heim erziehen? In: Unsere Jugend. 7. Jg., Nr. 2/1955, 58–64.
- Das verwöhnte Heimkind. In: Unsere Jugend. 7. Jg., Nr. 6/1955, 268–271.
- Über moderne und mißverstandene „moderne“ Erziehung. In: Unsere Jugend. 7. Jg., Nr. 11/1955, S. 486–495.
- Das Kind bedarf strenger Führung. In: Unsere Jugend. 7. Jg., Nr. 12/1955, S. 564–566.
- Janusz Korczak. Zweites Wuppertaler Korczak-Kolloquium. Herausgeber: Friedhelm Beiner. Universitäts-Druck Wuppertal 1984 (Rezension). In: Unsere Jugend. 37. Jg., Nr. 8/1985, S. 336–337.
- Grundsätze moderner Anstaltserziehung. In: H. Landes, F. Scheck, F. Stippel (Hrsg.): Handbuch der Jugendwohlfahrt. München 1980, S. 137–144.
- Heimkinder. Gesammelte Aufsätze zur Geschichte und zur Gegenwart der Heimerziehung. München/Basel 1976.
- Verlassene Kinder. Ungeborgenheit im frühen Kindesalter ist nur schwer aufzuholen. München/Basel 1986.
- Eine kleine Heilpädagogik. Vom Umgang mit schwierigen Kindern. München/Basel 1979.